# Tygodnik Opoczyński
Tygodnik Opoczyński TOP – Czasopismo lokalne  w wersji tygodnika dla mieszkańców Powiatu opoczyńskiego.
Wydawcą czasopisma jest firma PAJ-Press SC, która jest także wydawcą innego lokalnego tygodnika: Tomaszowskiego Informatora Tygodniowego.